# Pere Tumbas Hajo
Pere Tumbas Hajo (Subotica, 29. lipnja 1891. – 5. ožujka 1967.) je bio bački bunjevački glazbenik, skladatelj, glazbeni aranžer i glazbeni pedagog iz Subotice, autonomna pokrajina Vojvodina, Srbija. Proslavio se svojim sviranjem na tamburici.
Pokretačem je glazbenog života u Subotici. 

Svojevremeno je ravnao tamburaškim orkestrom Radio Beograda (od 1938.).
Njegov bogati i raznoliki autorski opus od preko 120 djela obuhvaća kola, koračnice, pjesme, a i aranžirao je brojne skladbe, a cjelokupni opus je u duhu glazbenog nasljeđa bunjevačkih Hrvata.
Zaslužan je i kao učitelj novostvorenih tamburaških orkestara, kao što je onaj od HKPD-a Matija Gubec iz Tavankuta.
Pokopan je na Senćanskom groblju u Subotici.
O njemu je subotički redatelj Rajko Ljubič snimio 2006. dokumentarni i portret film "Pere Tumbas Hajo-muzika je bila njegov govor".
Pavao Bačić je poslije napisao i monografiju o Peri Tumbasu Haji, Pere Tumbas Hajo - umjetnik tamburice.
Ansambl Hajo nadjenuo si je ime u čast Peri Tumbasu Haji. Prva epizoda dokumentarne serije Pisme, bande, ljudi bavi se Perom Tumbasom Hajom i njegovim vremenom (Hajo i njegovo vrime).

## Nagrade i priznanja
Pobjeda na međunarodnom folklornom festivalu 1952. u Llangolenu u Walesu.
Osnivači Subotičkog tamburaškog orkestra (Stipan Jaramazović i dr.) su htjeli njemu u čast nazvati svoj tamburaški orkestar, no tamošnji Socijalistički savez je bio izričito protiv toga.

## Vanjske poveznice
- (engl.) Croatian music, Bunjevci Croats in Backa
- (engl.) Croatian World Network Fotografija
- (engl.) Bunjevci Croats in Backa
- HKPD Matija Gubec Tavankut  Arhivirana inačica izvorne stranice od 28. listopada 2007. (Wayback Machine) "Narodni plesovi Jugoslavije" (.wmv datoteka od 1,74 MB)
- Sva ta muzika - glazbene stranice grada Subotice: Pere Tumbas Hajo